# Полоцький район
Полоцький райо́н (біл. Полацкі раен) — адміністративна одиниця на півночі центральної частини Вітебської області Білорусі

## Географія
Територія — 3200 км ².
Основні річки — Західна Двіна та її притоки Оболянка, Сосниця, Полоті, Туровлянка, Ушача, Початок і ін
У районі багато озер, найзначніші — Янов, веде, Червятка, Найліцкое, Гомель, Болниря, Усомля. Загальна площа озер району — близько 106 км ².

## Історія
Район утворено 17 липня 1924 року. У сучасних кордонах — з 2008 року.
В часи Другої світової війни на території району в 1941-43 роках існувало фактично автономне колабораціоністське утворення старовірів «Республіка Зуєва».

## Демографія
Населення району (до включення до його складу Россонського району) без жителів Полоцька й Новополоцька становить 27,2 тис. (2008). Разом з містами — 214 тис.

### Міста
- Місто Новополоцьк — 108 тис. мешканців (2008)[1]
- Місто Полоцьк — 82,3 тис. мешканців

## Відомі особистості
У районі народилась:
- Мариненко Тетяна Савеліївна (1920—1942) — радянська партизанка (с. Сухий Бор).
- Шавельський Василь Геннадійович (1901—1974) — радянський воєначальник, генерал-майор.